# Валов, Олег Евгеньевич
Валов Оле́г Евге́ньевич (род. 3 января 1992, Саранск) — российский футболист, полузащитник.

## Карьера
Воспитанник саранской «Светотехники», тренер — Владимир Медведев. Позднее перешёл в академию московского «Динамо». Два сезона выступал в молодёжном первенстве РФПЛ, сыграл 43 матча и забил 2 гола.
В первой половине 2013 года выступал за клуб второго российского дивизиона «Волга» Тверь.
Летом того же года уехал в Эстонию, где подписал контракт с клубом Мейстрилиги «Инфонет». За полтора сезона сыграл 35 матчей и забил 6 голов.